# Thekla Schild
Thekla Augusta Anna Gerda Schild (Karlsruhe, 8 de marzo de 1890- Stuttgart, 13 de noviembre de 1991) fue la primera mujer en titularse y ejercer como arquitecta en el Gran Ducado de Baden y la segunda en Alemania.

## Primeros años
Su padre trabajaba como topógrafo. Pasó gran parte de su infancia en la Selva Negra, en un entorno natural que posteriormente sería decisivo para su elección de la carrera de Arquitectura. A los 12 años entró a estudiar en la Mädchengymnasium de Karlsruhe, una escuela de secundaria en donde solo admiten a chicas, considerada como una de las instituciones pioneras de este tipo en Alemania. Sus temas favoritos eran matemáticas y griego. Schild se graduó en la escuela secundaria en 1908 superó la prueba de Abitur y pasó a la educación superior.
Una influencia decisiva para Thekla fue su madre Eugenie Schild una mujer de gran inteligencia y talento. Ella alentó el lado artístico de su hija decantando su elección hacia la Arquitectura en detrimento de la Medicina, donde veía incompatible la sensibilidad de Thekla con las disecciones anatómicas. Aunque Schild encontraba atractiva la idea de cursar Arquitectura, sentía ciertas dudas respecto a si otorgarían el grado a una mujer. El apoyo de su madre y el de Hermann Billing, profesor de arquitectura en el Instituto Tecnológico de Karlsruhe, sirvieron de ayuda en la decisión de ingresar en la Technische Hochschule de Berlin.
En su diario escribe el primer día de entrada en el aula como una experiencia en la que una mujer tiene que mostrar una gran sangre fría para ser ‘ la primera y única en el Departamento de arquitectura’.
Había desembarcado en un mundo masculino, moviéndose entre amigos hombres de los que aprendió el compañerismo que caracteriza las relaciones entre los estudiantes de las universidades alemanas. Durante su etapa de estudiante alquiló una habitación en Munich. Alejada de sus padres, se movía con libertad e independencia y disfrutaba de una vida de aventuras al aire libre, senderismo y escalada en los Alpes. En sus memorias reconoce que sus compañeros le permitieron un alto grado de libertad, pudiendo participar activamente en muchos aspectos de la vida académica.
Al regresar de Munich, en diciembre de 1913, Schild preparó sus exámenes de diploma y se graduó entre los primeros de su clase, convirtiéndose en la primera mujer diplomada-ingeniera de Baden y la segunda licenciada en toda Alemania, después de Elisabeth von Knobelsdorff en 1911.

## Trayectoria
Después de graduarse se incorporó al estudio del arquitecto Max Wölher en Düsseldorf. Wölher era considerado en aquel momento “el arquitecto en Alemania” dedicado a la construcción de villas para la clase alta y familias adineradas. Schild trabaja en prácticas junto con su compañero Wilhelm Firgau durante un tiempo, para completar su formación y adquirir experiencia, con la finalidad de abrir juntos una oficina de arquitectura propia. El estallido de la Primera Guerra Mundial trastoca sus planes temporalmente.
Durante la contienda, Schild colabora con la Cruz Roja en la ciudad Appenweier atendiendo a los soldados heridos.
Finalizada la guerra retoma la práctica arquitectónica con la firma Curjel y Moser —Robert Curjel y Karl Moser— dedicada principalmente a la construcción de iglesias. Como arquitecta carente de experiencia sólo pudo conseguir un trabajo en prácticas y no remunerado. Schild renunció rápidamente a este trabajo pues encontraba decepcionante y cansado mantener un estatus de voluntariado permanente.
Encontró un puesto en el edificio de oficinas de la empresa Krupp von Bohlen en Essen —dedicada a la fabricación de armamento pesado en Alemania y que fue famosa por el uso de mano de obra esclava forzada de distintos países ocupados y de campos de concentración—. Schild participó en la remodelación de la gran villa Krupp, en construcción en aquel momento.
En agosto de 1916, a los 26 años, contrajo matrimonio con su compañero Wilhelm Firgau, poniendo fin a su corta carrera en campo de la arquitectura. Tuvieron 3 hijos. Falleció a los 100 años en 1991.